# Castell de Rocafort (Sant Genís de Rocafort)
|  | Per a altres significats, vegeu «Castell de Rocafort». |

Castell de Rocafort és una fortalesa del 1042 situada al municipi de Martorell (Baix Llobregat) i declarada bé cultural d'interès nacional. El castell s'alça damunt un turó constituït per gresos rogencs del Triàsic. Tot i ser una altitud gens destacada, es troba encimbellat damunt la roca i al pas del camí que procedent de Martorell s'adreça vers Gelida seguint la línia castellera penedesenca que hi havia en temps medieval.
Durant l'edat mitjana es construí una línia de fortaleses i torres paral·leles al riu Anoia per defensar-se de les incursions sarraïnes. D'entre les primeres cal destacar els castells de Subirats i Gelida, i de les segones la Torrassa, la torre de Miralles i el castell de Rocafort que fortificava el monestir de Sant Genís. A una certa distància del castell, actualment a l'altra banda de l'autopista, a l'antic priorat de Sant Genís (actual ermita de Santa Margarida) han aparegut els únics vestigis romans i àrabs de Martorell, i l'existència del pas de la via Augusta feia necessari la defensa d'aquest indret tan estratègic.

## Descripció
En resten part de les muralles i una torre rodona, tot romànic i bastit a la mateixa època. La torre és cantonera i va ser bastida en un angle de la roca del turó per reforçar la muralla. Totes les restes es conserven fins a l'altura de les espitlleres. La muralla ressegueix tot el turó de Rocafort per la banda de migdia i a ponent en queden vestigis. La torre és al SE. A Rocafort hi ha restes de l'església del monestir. Tot l'entorn fortificat està realitzat amb carreus rogencs de pedra de la contrada, ben tallats i afilerats regularment.

### Església de Sant Genís
Edifici de planta rectangular sense absis diferenciat ni en planta ni en alçat. La paret de llevant s'ha esfondrat durant aquest segle, hi havia tres finestres de mig punt i esqueixada interior. Els murs laterals són reforçats per tres arcades per banda, unes de mig punt i altres apuntades. La volta era apuntada, sostinguda per un arc toral. L'aparell és de carreus tallats i escairats col·locats en filades horitzontals. La porta, a ponent, és de mig punt amb dos arcs en degradació, l'exterior dels quals és extradossat amb un guardapols adornat amb boles. Al timpà, llis, hi ha una flor de sis pètals incidida. També hi ha motius semblants incidits a la llinda.

## Història
A Rocafort hi hagué l'antic priorat benedictí de Sant Genís de Rocafort, que va ser fundat pels senyors de Castellví (era dins el terme de Castellví de Rosanes) el 1042. Esdevingué filial de Sant Miquel de Cruïlles. La comunitat, amb el seu prior, és documentada des del 1146. Era formada pel prior, dos monjos i dos beneficiats, un dels quals tenia cura de la parròquia de Santa Margarida, situada a peu del castell, i del monestir de Rocafort, vora l'actual cementiri. Al segle xvi fou secularitzat. El castell fou volat durant la Guerra de Successió i només l'església fou respectada. L'ermita s'assenta on hi hagué una vil·la romana, damunt la qual s'edificà una primitiva església romànica (segle IX o X) que serví de parròquia rural i que esdevingué després priorat de Sant Genís. En el segle xviii, l'antic edifici passà a ser ermita sota l'advocació de Santa Margarida.
El 1110, Guillem Ramon de Castellvell ordenà testament a Sant Genís assignant a aquesta església l'alou del castell de Voltrera (Abrera) i un altre dit de Pruneres (al terme de Castellbisbal). L'orde del Temple s'establí al monestir de Sant Genís i probablement a ella es deu la construcció del castell de Rocafort (segle xii) i en ell s'hi edificà una església romànica dedicada a Sant Jaume, l'absis de la qual es va malmetre definitivament l'any 1928. Amb l'eliminació de l'orde del Temple hom afirma que Sant Genís passà a dir-se «de Rocafort» pel que el castell prengué el nom de castell de Sant Genís de Rocafort. L'any 1474, Sant Genís de Rocafort formà part de la venda de la baronia de Castellvell per part de Joan II a Lluís de Requesens, junt amb la vila de Martorell, el castell de Rosanes i tots els dominis de Castellvell.
El 1646, l'administració de les rendes del priorat de Sant Genís fou concedida a Josep Ferrer i, finalment, el 19 de juliol de 1713 l'exèrcit filipista, dirigit pel duc de Pòpuli, passà per Martorell camí de Barcelona i enderrocà de pas el castell llevat de l'església que fou conservada.

## Galeria d'imatges

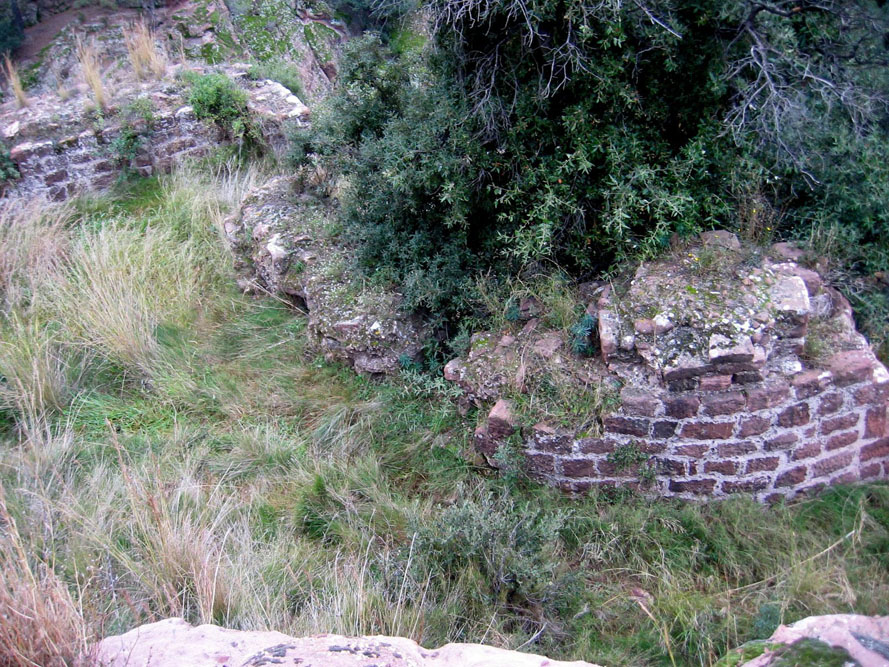
Vista
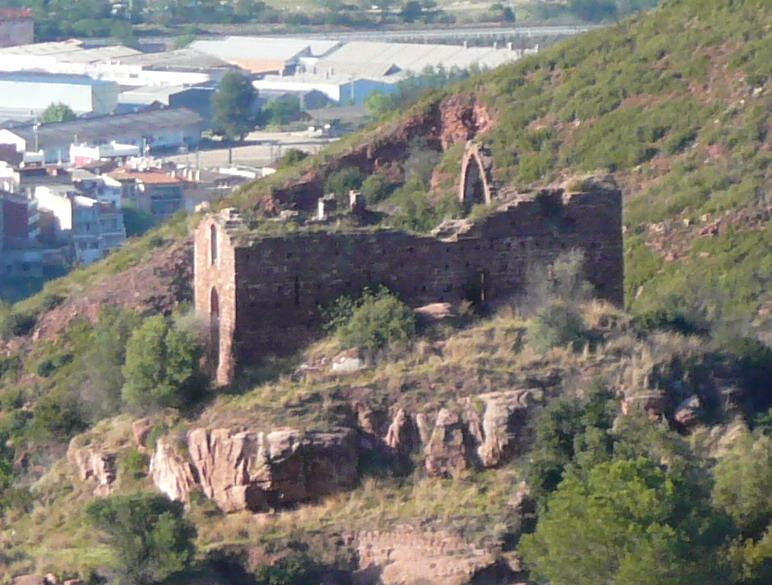
Estat actual del monestir romànic